# Mountain View (Oklahoma)
Pour les articles homonymes, voir Mountain View.
Mountain View est une ville du Comté de Kiowa en Oklahoma.
Sa population était de 795 habitants en 2010.

## Personnalités
- Ahpeahtone, chef de la tribu amérindienne des Kiowas, est enterré au cimetière de Rainy Mountain au sud de Mountain View.